# 2014년 FIFA 월드컵 D조
2014년 FIFA 월드컵 D조는 우루과이, 코스타리카, 잉글랜드, 그리고 이탈리아가 편성되었다. D조는 이 대회에서 복수의 전 FIFA 월드컵 우승국이 속한 유일한 조로, 모두 3개국이 편성되었다. 또한, 2013년 10월 (조추첨식에 당시 랭킹) 과 대회 시작 직전 FIFA 랭킹 기준으로 상위 10개국이 속한 조였다. D조 일정은 2014년 6월 14일에 시작해 6월 24일에 끝났다.
코스타리카는 최약체로 세 전 우승국들 틈바구니에서 조 최하위를 차지할 것이라는 예상과 대조되게 무패로 조 1위를 차지하였다. 이전에 우승을 경험했던 3개국 중 2개국인 이탈리아와 잉글랜드가 탈락했다. 이탈리아는 첫 경기인 잉글랜드를 이겨 우루과이와는 비기기만 해도 16강에 진출할 수 있었던 것에 비해 잉글랜드는 첫 경기 이탈리아전과 두 번째 경기 우루과이전을 모두 패배하면서 일찌감치 조별리그 탈락을 확정지었다.

## 참가국
| 편성 기호 | 국가       | 소속 연맹 | 본선 진출 경로                             | 본선 진출 확정일 | 본선 진출 횟수 | 최근 출전 대회 | 역대 최고 성적                       | FIFA 랭킹   | FIFA 랭킹  |
| 편성 기호 | 국가       | 소속 연맹 | 본선 진출 경로                             | 본선 진출 확정일 | 본선 진출 횟수 | 최근 출전 대회 | 역대 최고 성적                       | 2013년 10월 | 2014년 6월 |
| --------- | ---------- | --------- | ------------------------------------------ | ---------------- | -------------- | -------------- | ------------------------------------ | ----------- | ---------- |
| D1 (머리) | 우루과이   | CONMEBOL  | 남아메리카 - 아시아 대륙간 플레이오프 승리 | 2013년 11월 20일 | 12회           | 2010년         | 우승(1930년, 1950년)                 | 6위         | 7위        |
| D2        | 코스타리카 | CONCACAF  | 북중미 4차 예선 2위                        | 2013년 9월 10일  | 4회            | 2006년         | 16강 (1990년)                        | 31위        | 28위       |
| D3        | 잉글랜드   | UEFA      | 유럽 예선 H조 1위                          | 2013년 10월 15일 | 14회           | 2010년         | 우승(1966년)                         | 10위        | 10위       |
| D4        | 이탈리아   | UEFA      | 유럽 예선 B조 1위                          | 2013년 9월 10일  | 18회           | 2010년         | 우승(1934년, 1938년, 1982년, 2006년) | 9위         | 9위        |

참고
1. ↑  2013년 10월 랭킹은 본선 조편성에 반영되었다.

## 순위
| 조별 리그 범례 | 조별 리그 범례                    |
| -------------- | --------------------------------- |
|                | 조 1위와 2위가 16강전에 진출한다. |
|                | 조별 리그 탈락.                   |

| 팀         | 경기 | 승 | 무 | 패 | 득 | 실 | 차 | 점 |
| ---------- | ---- | -- | -- | -- | -- | -- | -- | -- |
| 코스타리카 | 3    | 2  | 1  | 0  | 4  | 1  | +3 | 7  |
| 우루과이   | 3    | 2  | 0  | 1  | 4  | 4  | 0  | 6  |
| 이탈리아   | 3    | 1  | 0  | 2  | 2  | 3  | −1 | 3  |
| 잉글랜드   | 3    | 0  | 1  | 2  | 2  | 4  | −2 | 1  |

출처: FIFA 보관됨 2019-06-11 - 웨이백 머신 

다음 라운드 진출 규정: 순위 규정

- 코스타리카는 16강에서 그리스 (C조 2위)를 상대한다.
- 우루과이는 16강에서 콜롬비아 (C조 1위)를 상대한다.

## 경기

### 우루과이 vs 코스타리카

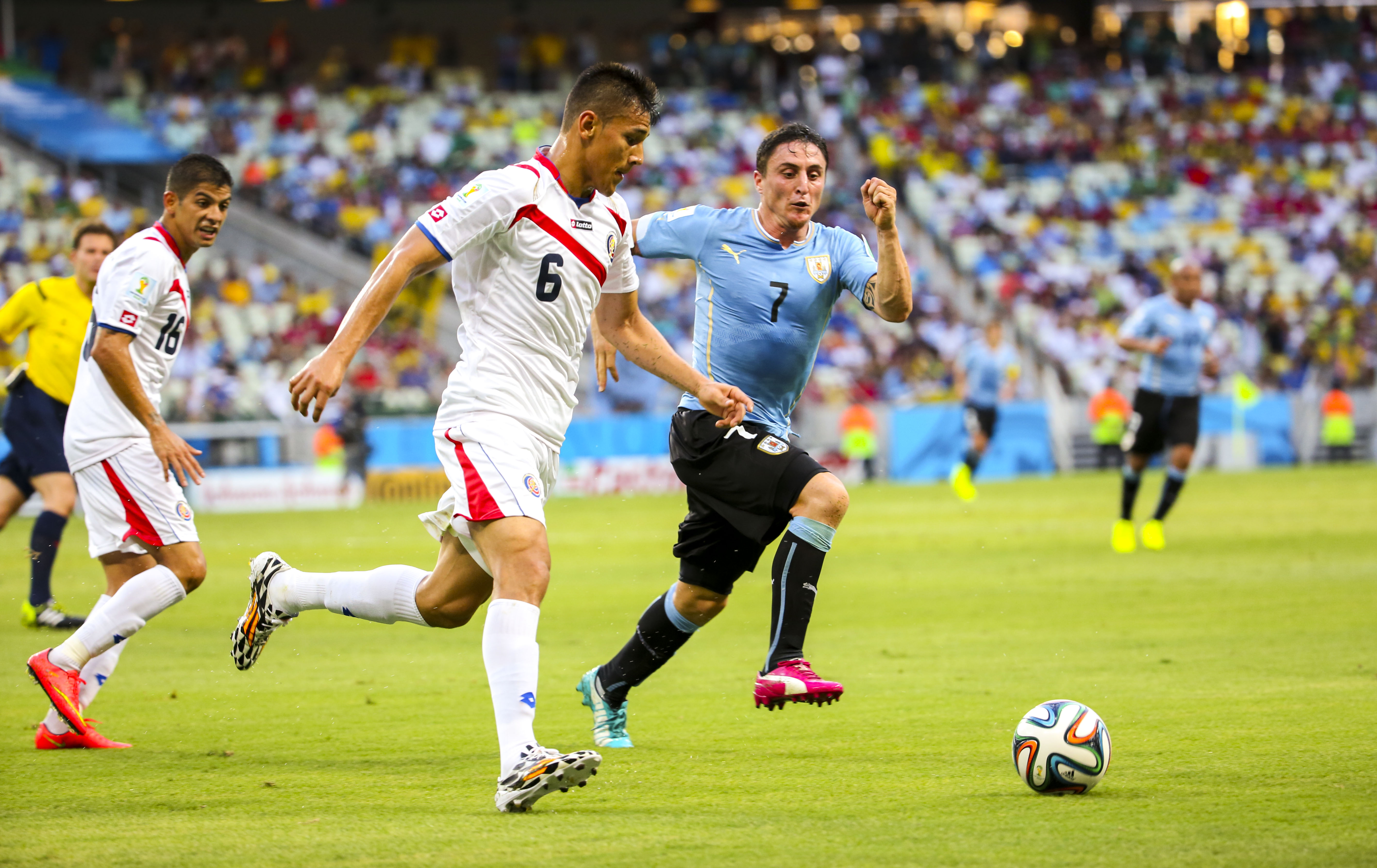
공을 경합하는 오스카르 두아르테와 크리스티안 로드리게스

양국은 8번 경기를 펼쳤고, 가장 최근 경기는 2009년 북중미 - 남아메리카 플레이오프로, 우루과이가 합계 2-1로 이겨 2010년 FIFA 월드컵에 나갔었다.
우루과이는 전반에 선제골을 넣었는데, 에딘손 카바니가 후니오르 디아스에 의해 페널티 구역에서 넘어진 디에고 루가노 덕에 페널티킥으로 넣어다. 케일러 나바스는 디에고 포를란의 슛을 골대 위로 넘겨 우루과이가 격차를 벌리려는 것을 막았다. 후반전에는 조엘 캠벨이 크리스티안 감보아가 깊게 찌른 공을 발 밑으로 받아 동점골을 넣었다. 잠시 후, 코스타리카는 오스카르 두아르테가 크리스티안 볼라뇨스의 프리킥을 머리로 넣어 역전시켰다.
캠벨의 패스를 받은 교체 요원 마르코 우레냐는 오른쪽의 까다로운 각도에서 쐐기골을 집어넣어 점수를 3-1로 바꾸었고, 추가시간에는 막시 페레이라가 캠벨을 걷어찬 것으로 즉각 퇴장당했다.
이 경기에서 코스타리카는 처음으로 한 경기 3득점 이상을 기록했고, 우루과이는 FIFA 월드컵 역사상 처음으로 비남아메리카, 비유럽 국가에게 패하였다.
| 우루과이              | 1 – 3  | 코스타리카                           |
| --------------------- | ------ | ------------------------------------ |
| 카바니 24′ (페널티골) | 리포트 | 54′ 캠벨 · 57′ 두아르테 · 84′ 우레냐 |

| 우루과이 | 코스타리카 |

| GK                | 1  | 페르난도 무슬레라     |       |     |
| RB                | 16 | 막시 페레이라         | 90+4′ |     |
| CB                | 2  | 디에고 루가노 (주장)  | 50′   |     |
| CB                | 3  | 디에고 고딘           |       |     |
| LB                | 22 | 마르틴 카세레스       | 81′   |     |
| RM                | 11 | 크리스티안 스투아니   |       |     |
| CM                | 17 | 에히디오 아레발로     |       |     |
| CM                | 5  | 왈테르 가르가노       | 56′   | 60′ |
| LM                | 7  | 크리스티안 로드리게스 |       | 76′ |
| CF                | 10 | 디에고 포를란         |       | 60′ |
| CF                | 21 | 에딘손 카바니         |       |     |
| 교체 선수:        |    |                       |       |     |
| MF                | 14 | 니콜라스 로데이로     |       | 60′ |
| MF                | 20 | 알바로 곤살레스       |       | 60′ |
| FW                | 8  | 아벨 에르난데스       |       | 76′ |
| 감독:             |    |                       |       |     |
| 오스카르 타바레스 |    |                       |       |     |

| GK                 | 1  | 케일러 나바스        |  |     |
| CB                 | 6  | 오스카르 두아르테    |  |     |
| CB                 | 3  | 히안카를로 곤살레스  |  |     |
| CB                 | 4  | 미차엘 우마냐        |  |     |
| RWB                | 16 | 크리스티안 감보아    |  |     |
| LWB                | 15 | 후니오르 디아스      |  |     |
| CM                 | 5  | 셀소 보르헤스        |  |     |
| CM                 | 17 | 옐친 테헤다          |  | 75′ |
| AM                 | 10 | 브리안 루이스 (주장) |  | 83′ |
| AM                 | 7  | 크리스티안 볼라뇨스  |  | 89′ |
| CF                 | 9  | 조엘 캠벨            |  |     |
| 교체 선수:         |    |                      |  |     |
| MF                 | 22 | 호세 미겔 쿠베로     |  | 75′ |
| FW                 | 21 | 마르코 우레냐        |  | 83′ |
| MF                 | 11 | 미차엘 바란테스      |  | 89′ |
| 감독:              |    |                      |  |     |
| 호르헤 루이스 핀토 |    |                      |  |     |

| 최우수 선수: 조엘 캠벨 (코스타리카) 부심: 슈테판 루프 (독일) 마크 보어슈 (독일) 대기심: 빅토르 우고 카리요 (페루) 후보 대기심: 로드네이 아키노 (파라과이) |

### 잉글랜드 vs 이탈리아
양국은 24번의 경기를 치렀고, 이 중 한번은 1990년 FIFA 월드컵 3위 결정전으로, 이탈리아가 2-1로 이겼다. 가장 최근에 벌어진 맞대결은 UEFA 유로 2012 8강전으로, 이탈리아가 득점 없이 비긴 후 승부차기 끝에 이겼다.
선제골은 이탈리아의 몫이었는데, 안드레아 피를로가 마르코 베라티의 패스를 받은 후, 클라우디오 마르키시오에 상대를 농락하는 패스를 한 후, 페널티 구역 외곽에서 공이 오른발 슛으로 낮게 오른쪽으로 들어갔다. 잉글랜드는 웨인 루니의 좌측 크로스를 대니얼 스터리지가 근거리에서 넣으면서 재빨리 응수하였다. 전반전은 1-1 균형을 이룬 체 끝났지만, 안토니오 칸드레바가 우측에서 크로스를 날려 경기를 재개한지 5분만에 마리오 발로텔리가 머리로 이탈리아의 결승골을 뽑았다.
잉글랜드 국가대표팀의 물리치료사 게리 레윈은 잉글랜드 동점골을 자축하는 과정에서 발목을 삐어서 들것에 실려나갔고, 잔여 FIFA 월드컵 기간동안 활동이 불가능하게 되었다.
| 잉글랜드     | 1 – 2  | 이탈리아                      |
| ------------ | ------ | ----------------------------- |
| 스터리지 37′ | 리포트 | 35′ 마르키시오 · 50′ 발로텔리 |

| 잉글랜드 | 이탈리아 |

| GK          | 1  | 조 하트              |       |     |
| RB          | 2  | 글렌 존슨            |       |     |
| CB          | 5  | 게리 케이힐          |       |     |
| CB          | 6  | 필 자기엘카          |       |     |
| LB          | 3  | 레이턴 베인스        |       |     |
| CM          | 4  | 스티븐 제라드 (주장) |       |     |
| CM          | 14 | 조던 헨더슨          |       | 73′ |
| RW          | 11 | 대니 웰벡            |       | 61′ |
| AM          | 19 | 라힘 스털링          | 90+2′ |     |
| LW          | 10 | 웨인 루니            |       |     |
| CF          | 9  | 대니얼 스터리지      |       | 80′ |
| 교체 선수:  |    |                      |       |     |
| MF          | 21 | 로스 바클리          |       | 61′ |
| MF          | 7  | 잭 윌셔              |       | 73′ |
| MF          | 20 | 애덤 랄라나          |       | 80′ |
| 감독:       |    |                      |       |     |
| 로이 호지슨 |    |                      |       |     |

| GK              | 12 | 살바토레 시리구        |  |     |
| RB              | 4  | 마테오 다르미안        |  |     |
| CB              | 15 | 안드레아 바르찰리      |  |     |
| CB              | 20 | 가브리엘 팔레타        |  |     |
| LB              | 3  | 조르조 키엘리니        |  |     |
| RM              | 8  | 클라우디오 마르키시오  |  |     |
| CM              | 16 | 다니엘레 데 로시       |  |     |
| LM              | 23 | 마르코 베라티          |  | 57′ |
| AM              | 21 | 안드레아 피를로 (주장) |  |     |
| SS              | 6  | 안토니오 칸드레바      |  | 79′ |
| CF              | 9  | 마리오 발로텔리        |  | 73′ |
| 교체 선수:      |    |                        |  |     |
| MF              | 5  | 티아고 모타            |  | 57′ |
| FW              | 17 | 치로 임모빌레          |  | 73′ |
| MF              | 18 | 마르코 파롤로          |  | 79′ |
| 감독:           |    |                        |  |     |
| 체사레 프란델리 |    |                        |  |     |

| 최우수 선수: 마리오 발로텔리 (이탈리아) 부심: 에르빈 제인스트라 (네덜란드) 산더르 판 뢰켈 (네덜란드) 대기심: 왈테르 로페스 (과테말라) 후보 대기심: 레오넬 레알 (코스타리카) |

### 우루과이 vs 잉글랜드

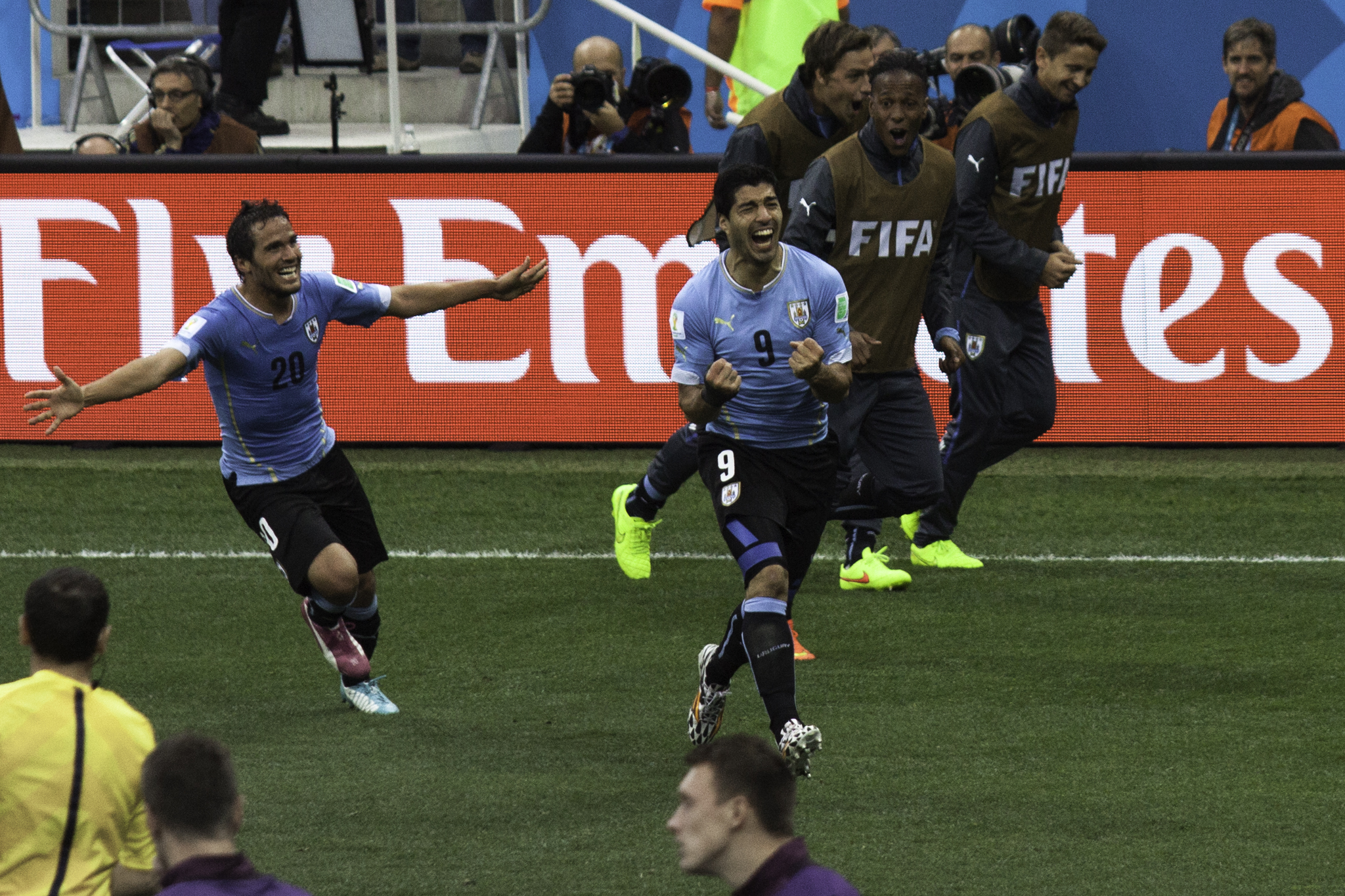
득점을 자축하는 루이스 수아레스

양국은 10번 맞대결을 펼쳤는데, 2번의 FIFA 월드컵 본선이었다. (1954년에는 8강에서 우루과이가 잉글랜드를 4-2로 압살했고, 1966년 조별 리그에서는 득점 없이 비겼다.) 우루과이는 수비수 막시 페레이라가 앞서 코스타리카와의 경기에서 퇴장당해, 그를 배치하지 못하게 되었다.
우루과이는 전반전에 루이스 수아레스가 에딘손 카바니의 좌측 크로스를 받아 머리로 선제골을 넣었다. 잉글랜드는 우측의 글렌 존슨이 날린 크로스를 웨인 루니가 찍어 차서 첫 FIFA 월드컵 득점을 올리면서 승부를 원점으로 돌렸다. 수아레스는 골키퍼가 페르난도 무슬레라가 걷어내 스티븐 제라드에 굴절된 공을 받아 오른발로 세게 차서 자신의 두번째 득점을 성공시켰고, 이 골로 승부가 결정되었다.
이로써 잉글랜드는 사상 처음으로 FIFA 월드컵 본선 경기를 3경기 연속으로 패했는데, 이 연속 패배의 기점은 2010년 FIFA 월드컵에서 독일과의 16강전이었다.
| 우루과이          | 2 – 1  | 잉글랜드 |
| ----------------- | ------ | -------- |
| 수아레스 39′, 85′ | 리포트 | 75′ 루니 |

| 우루과이 | 잉글랜드 |

| GK                | 1  | 페르난도 무슬레라     |    |     |
| RB                | 22 | 마르틴 카세레스       |    |     |
| CB                | 13 | 호세 히메네스         |    |     |
| CB                | 3  | 디에고 고딘 (주장)    | 9′ |     |
| LB                | 6  | 알바로 페레이라       |    |     |
| CM                | 20 | 알바로 곤살레스       |    | 79′ |
| CM                | 17 | 에히디오 아레발로     |    |     |
| CM                | 7  | 크리스티안 로드리게스 |    |     |
| AM                | 14 | 니콜라스 로데이로     |    | 67′ |
| CF                | 9  | 루이스 수아레스       |    | 88′ |
| CF                | 21 | 에딘손 카바니         |    |     |
| 교체 선수:        |    |                       |    |     |
| FW                | 11 | 크리스티안 스투아니   |    | 67′ |
| DF                | 4  | 호르헤 푸실레         |    | 79′ |
| DF                | 19 | 세바스티안 코아테스   |    | 88′ |
| 감독:             |    |                       |    |     |
| 오스카르 타바레스 |    |                       |    |     |

| GK          | 1  | 조 하트              |     |     |
| RB          | 2  | 글렌 존슨            |     |     |
| CB          | 5  | 게리 케이힐          |     |     |
| CB          | 6  | 필 자기엘카          |     |     |
| LB          | 3  | 레이턴 베인스        |     |     |
| CM          | 4  | 스티븐 제라드 (주장) | 68′ |     |
| CM          | 14 | 조던 헨더슨          |     | 87′ |
| RW          | 19 | 라힘 스털링          |     | 64′ |
| AM          | 10 | 웨인 루니            |     |     |
| LW          | 11 | 대니 웰벡            |     | 71′ |
| CF          | 9  | 대니얼 스터리지      |     |     |
| 교체 선수:  |    |                      |     |     |
| MF          | 21 | 로스 바클리          |     | 64′ |
| MF          | 20 | 애덤 럴라나          |     | 71′ |
| FW          | 18 | 리키 램버트          |     | 87′ |
| 교체 선수:  |    |                      |     |     |
| 로이 호지슨 |    |                      |     |     |

| 최우수 선수: 루이스 수아레스 (우루과이) 부심: 후안 카를로스 유스테 히메네스 (스페인) 로베르토 알론소 페르난데스 (스페인) 대기심: 알리레자 파가니 (이란) 후보 대기심: 하산 캄라니파르 (이란) |

### 이탈리아 vs 코스타리카
양국은 1994년 친선전에서 한 차례의 대결을 벌였다.
마리오 발로텔리는 전반전에 이탈리아의 가장 좋은 득점 기회를 잡았는데, 페널티 구역 안에서 공을 발에 얹어 쏜 것이 벗어났다. 전반전 막판에, 조엘 캠벨은 페널티킥 주장이 거절됐지만, 코스타리카가 몇분 후에 선제골을 넣었는데, 후니오르 디아스의 좌측 크로스가 브리안 루이스의 머리로 연결되었고, 이 공은 인근의 골대를 강타하고, 득점선을 넘었다. 코스타리카는 후반전동안 잘 버텨내면서 승리를 쟁취했고, 1990년 이래 처음으로 결선 토너먼트 진출을 확정지었고, 동시에 잉글랜드는 1958년 이래 처음으로 조별 리그 탈락을 확정지었다.
코스타리카는 조별 리그에서 FIFA 월드컵을 우승한 적 있는 국가를 둘이나 이긴 두번째 국가가 되었는데, 이는 1986년 대회 (우루과이와 서독) 와 2002년 (우루과이와 프랑스) 에 이 업적을 달성한 덴마크 이래 처음이다. 이탈리아의 잔루이지 부폰은 4번째 FIFA 월드컵 본선에 출전 (1998년 FIFA 월드컵에도 명단에 이름을 올렸지만, 한 경기도 출전하지 않았다.) 했는데, 그는 이를 달성한 5번째 이탈리아 선수였다.
| 이탈리아 | 0 – 1  | 코스타리카 |
| -------- | ------ | ---------- |
|          | 리포트 | 44′ 루이스 |

| 이탈리아 | 코스타리카 |

| GK              | 1  | 잔루이지 부폰 (주장)  |     |     |
| RB              | 4  | 마테오 다르미안       |     |     |
| CB              | 15 | 안드레아 바르찰리     |     |     |
| CB              | 3  | 조르조 키엘리니       |     |     |
| LB              | 7  | 이냐치오 아바테       |     |     |
| DM              | 16 | 다니엘레 데 로시      |     |     |
| CM              | 21 | 안드레아 피를로       |     |     |
| CM              | 5  | 티아고 모타           |     | 46′ |
| RW              | 6  | 안토니오 칸드레바     |     | 57′ |
| LW              | 8  | 클라우디오 마르키시오 |     | 69′ |
| CF              | 9  | 마리오 발로텔리       | 69′ |     |
| 교체 선수:      |    |                       |     |     |
| FW              | 10 | 안토니오 카사노       |     | 46′ |
| FW              | 22 | 로렌초 인시녜         |     | 57′ |
| FW              | 11 | 알레시오 체르치       |     | 69′ |
| 감독:           |    |                       |     |     |
| 체사레 프란델리 |    |                       |     |     |

| GK                 | 1  | 케일러 나바스        |     |     |
| SW                 | 3  | 히안카를로 곤살레스  |     |     |
| RB                 | 16 | 크리스티안 감보아    |     |     |
| CB                 | 6  | 오스카르 두아르테    |     |     |
| CB                 | 4  | 미차엘 우마냐        |     |     |
| LB                 | 15 | 후니오르 디아스      |     |     |
| CM                 | 5  | 셀소 보르헤스        |     |     |
| CM                 | 17 | 옐친 테헤다          |     | 68′ |
| RW                 | 10 | 브리안 루이스 (주장) |     | 81′ |
| LW                 | 7  | 크리스티안 볼라뇨스  |     |     |
| CF                 | 9  | 조엘 캠벨            |     | 74′ |
| 교체 선수:         |    |                      |     |     |
| MF                 | 22 | 호세 미겔 쿠베로     | 71′ | 68′ |
| FW                 | 21 | 마르코 우레냐        |     | 74′ |
| FW                 | 14 | 란달 브레네스        |     | 81′ |
| 감독:              |    |                      |     |     |
| 호르헤 루이스 핀토 |    |                      |     |     |

| 최우수 선수: 브리안 루이스 (코스타리카) 부심: 세르히오 로만 (칠레) 카를로스 아스트로사 (칠레) 대기심: 네앙 알리움 (카메룬) 후보 대기심: 지브릴 카마라 (세네갈) |

### 이탈리아 vs 우루과이
양국은 9차례 맞대결을 쳘쳤고, 이 중 FIFA 월드컵에서 두 차례 만났다. (1970년 대회 조별 리그에서는 0-0으로 비겼고, 1990년 대회 16강에서는 이탈리아가 2-0으로 이겼다.) 양국이 가장 최근에 만난 경기는 2013년 FIFA 컨페더레이션스컵 3위 결정전으로, 연장전까지 2-2로 비긴 후 이탈리아가 승부차기에서 3-2로 이겼다.
득점 없이 전반전을 마친 후, 이탈리아는 후반전에 클라우디오 마르키시오가 발을 들고 에히디오 아레발로를 들고 태클해 퇴장당해 10명으로 줄었다. 이 경기의 결승골은 우루과이의 가스톤 라미레스가 우측에서 찬 코너킥을 디에고 고딘이 도약해 뒷쪽으로 지나가는 공을 강타해 넣었다. 이 경기 승리로 우루과이는 조 2위를 차지해 결선 토너먼트에 올라갔고, 이탈리아를 떨어뜨렸다. 이로 인해, 이탈리아는 조별 리그에서 두 대회 연속으로 조별 리그에서 탈락하였다.

#### 수아레스의 깨물기
79분경, 우루과이의 공격수 루이스 수아레스가 이탈리아의 수비수 조르조 키엘리니의 왼쪽 어깨를 깨물었다. 키엘리니는 이를 목격하지 못한 멕시코인 주심 마르코 로드리게스에게 깨문 흔적을 보여주었다. 이탈리아 선수들은 수아레스에게 아무런 조치를 취하지 않은 데에 항의하였고, 우루과이는 코너킥을 얻어 고딘이 결승골을 넣었다. 84분 이탈리아의 감독진들 중 한명은 우루과이의 감독진들과 언쟁을 벌이다가 벤치에서 쫓겨났다. 깨물기 사건 이후, 수아레스는 자신이 "키엘리니의 어깨와 충돌했고, 그것 말곤 없다"고 주장하였고, "이 일은 때로 발생하기도 한다"며 덧붙였다.
경기가 열린 날, FIFA는 수아레스의 깨물기 사건을 놓고 징계 상벌위원회를 열었다. 위원회에서, FIFA는 수아레스가 이전에 두 차례 깨물기 사건으로 징계를 받은 바 있는 것을 확인 (아약스에서 오트만 바칼을 문 것으로 7경기를, 리버풀에서 브라니슬라프 이바노비치를 문 것으로 10경기를 출전하지 못했다.) 해 고려하였다. 경기 이틀 후 FIFA 상벌위원회는 수아레스가 다음 경기부터 9번의 국제 경기에 출전하지 못하게 되었고, 그는 이번 FIFA 월드컵 경기에 더 이상 출전하지 못하게 되었다. 이 징계는 FIFA 월드컵 역사상 최장 기간 출장 정지 징계로, 이탈리아의 마우로 타소티가 1994년 FIFA 월드컵에서 스페인의 루이스 엔리케의 코를 깬 것으로 8경기 출장 정지 징계를 받은 기록을 갈아치웠다. 그는 또한 4달간의 모든 축구 활동 (경기장 입장도 포함) 금지 조치를 받고 100,000 CHF의 벌금 (약 €82,000 / £65,700 / $119,000) 을 물게 되었다. 단 판정은 수아레스가 타 구단으로 이적하는 것만큼은 허용했다. 수아레스는 이후에 키엘리니를 깨문 것을 인정했고, "깨물기의 물리적인 결과"는 키엘리니와의 충돌로 야기되었다고 적으면서도 정식적으로 사과했다. 7월 3일, 우루과이 축구 협회 (AUF)는 FIFA에게 판정에 대한 항소를 보냈지만, 7월 10일에 거절되었다. 스포츠 중재 재판소에 항소를 보낸 후, 수아레스는 이후 이적한 바르셀로나에서 친선전 훈련에 참가할 수 있도록 허락받았다.

#### 상세 정보

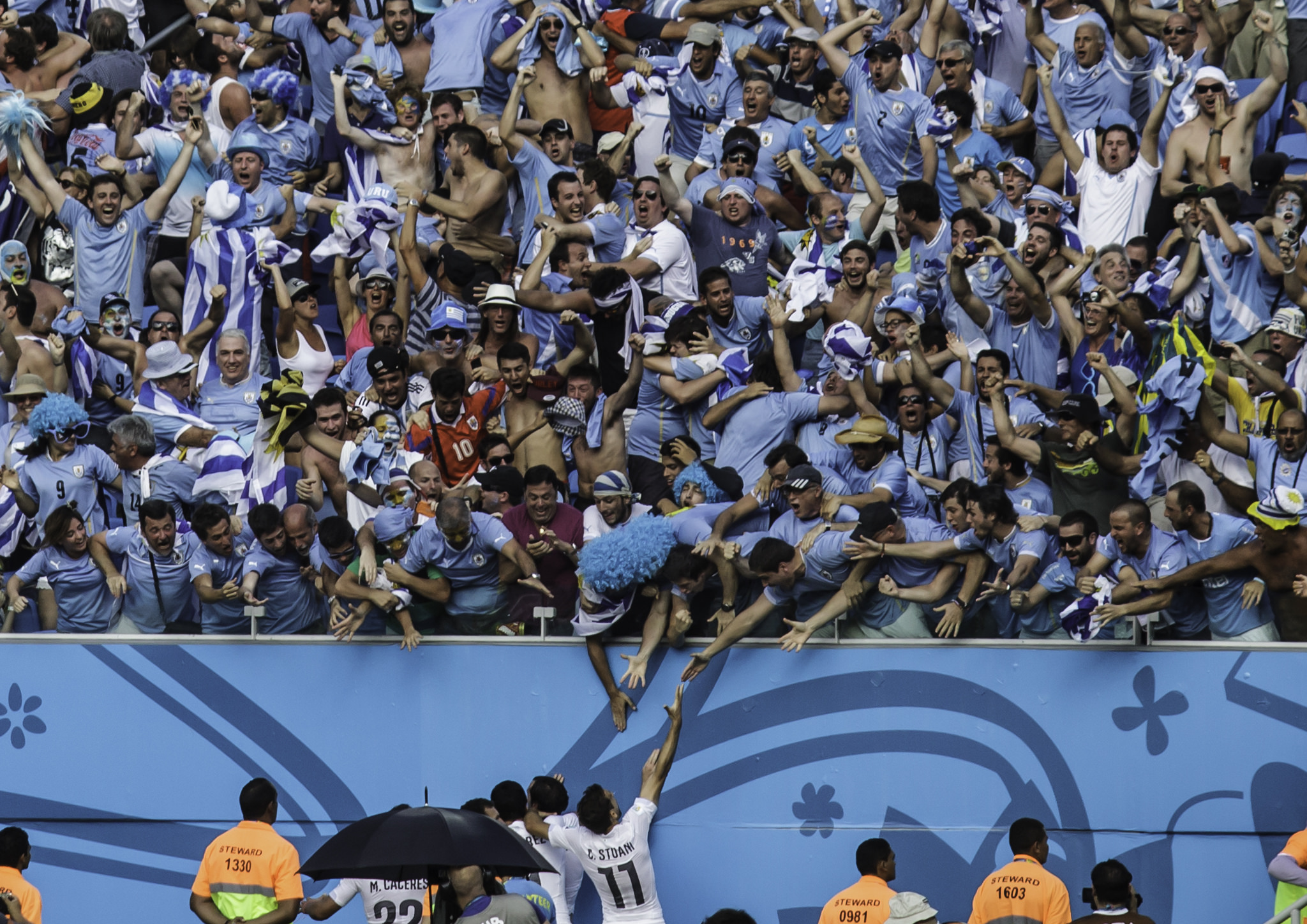
환호하는 우루과이 팬들

| 이탈리아 | 0 – 1  | 우루과이 |
| -------- | ------ | -------- |
|          | 리포트 | 81′ 고딘 |

| 이탈리아 | 우루과이 |

| GK              | 1  | 잔루이지 부폰 (주장)  |     |     |
| CB              | 15 | 안드레아 바르찰리     |     |     |
| CB              | 19 | 레오나르도 보누치     |     |     |
| CB              | 3  | 조르조 키엘리니       |     |     |
| RM              | 4  | 마테오 다르미안       |     |     |
| CM              | 23 | 마르코 베라티         |     | 75′ |
| CM              | 8  | 클라우디오 마르키시오 | 59′ |     |
| LM              | 2  | 마티아 데 실리오      | 77′ |     |
| AM              | 21 | 안드레아 피를로       |     |     |
| SS              | 17 | 치로 임모빌레         |     | 71′ |
| CF              | 9  | 마리오 발로텔리       | 22′ | 46′ |
| 교체 선수:      |    |                       |     |     |
| MF              | 18 | 마르코 파롤로         |     | 46′ |
| FW              | 10 | 안토니오 카사노       |     | 71′ |
| MF              | 5  | 티아고 모타           |     | 75′ |
| 감독:           |    |                       |     |     |
| 체사레 프란델리 |    |                       |     |     |

| GK                | 1  | 페르난도 무슬레라     | 90+1′ |     |
| RB                | 22 | 마르틴 카세레스       |       |     |
| CB                | 13 | 호세 히메네스         |       |     |
| CB                | 3  | 디에고 고딘 (주장)    |       |     |
| LB                | 6  | 알바로 페레이라       |       | 63′ |
| RM                | 20 | 알바로 곤살레스       |       |     |
| CM                | 17 | 에히디오 아레발로     | 46′   |     |
| LM                | 7  | 크리스티안 로드리게스 |       | 78′ |
| AM                | 14 | 니콜라스 로데이로     |       | 46′ |
| CF                | 9  | 루이스 수아레스       |       |     |
| CF                | 21 | 에딘손 카바니         |       |     |
| 교체 선수:        |    |                       |       |     |
| DF                | 16 | 막시 페레이라         |       | 46′ |
| FW                | 11 | 크리스티안 스투아니   |       | 63′ |
| MF                | 18 | 가스톤 라미레스       |       | 78′ |
| 감독:             |    |                       |       |     |
| 오스카르 타바레스 |    |                       |       |     |

| 최우수 선수: 잔루이지 부폰 (이탈리아) 부심: 마르코스 킨테로 (멕시코) 마르빈 토렌테라 (멕시코) 대기심: 마크 가이거 (미국) 후보 대기심: 마크 허드 (미국) |

### 코스타리카 vs 잉글랜드

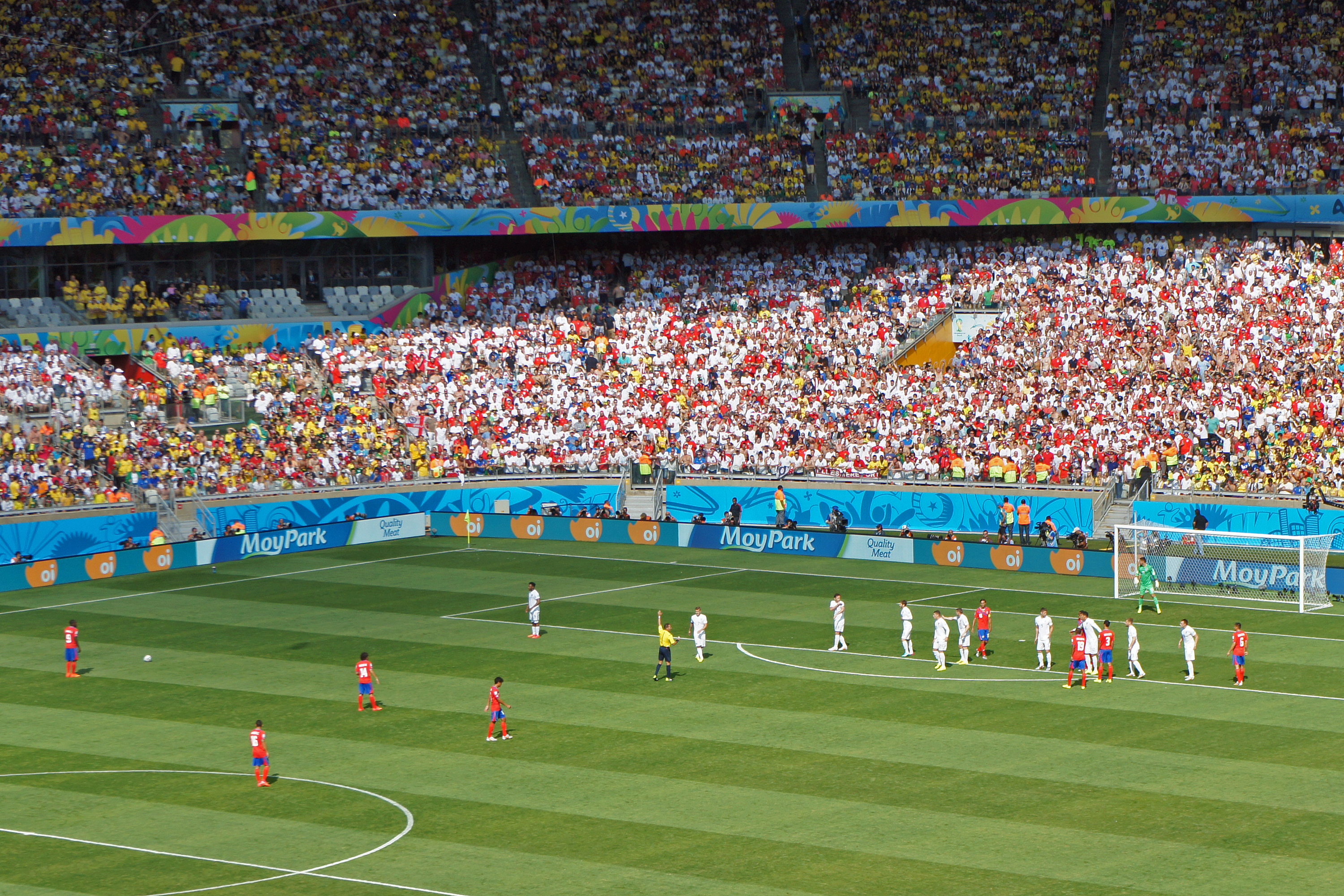
프리킥을 준비하는 조엘 캠벨

양국은 서로 맞대결을 벌인 적이 없다.
잉글랜드는 조별 리그 탈락이 확정됨에 따라 로이 호지슨 감독은 선발 출전 선수를 9명이나 바꾸었고, 프랭크 램퍼드가 주장 완장을 찼다. 경기는 득점 없는 무승부로 끝났고, 이미 결선 토너먼트 진출을 확정지었던 코스타리카는 3경기에서 승점 7점을 따 조 1위를 차지하였다.
이번 무승부는 잉글랜드의 FIFA 월드컵 역사상 11번째 무득점 무승부를 기록했고, 잉글랜드는 이 기록에서 최다 기록을 세웠다.
| 코스타리카 | 0 – 0  | 잉글랜드 |
| ---------- | ------ | -------- |
|            | 리포트 |          |

| 코스타리카 | 잉글랜드 |

| GK                 | 1  | 케일러 나바스        |     |     |
| SW                 | 3  | 히안카를로 곤살레스  | 60′ |     |
| CB                 | 6  | 오스카르 두아르테    |     |     |
| CB                 | 19 | 로이 미예르          |     |     |
| RWB                | 16 | 크리스티안 감보아    |     |     |
| LWB                | 15 | 후니오르 디아스      |     |     |
| DM                 | 5  | 셀소 보르헤스        |     | 78′ |
| CM                 | 10 | 브리안 루이스 (주장) |     |     |
| CM                 | 17 | 옐친 테헤다          |     |     |
| SS                 | 14 | 란달 브레네스        |     | 59′ |
| CF                 | 9  | 조엘 캠벨            |     | 65′ |
| 교체 선수:         |    |                      |     |     |
| MF                 | 7  | 크리스티안 볼라뇨스  |     | 59′ |
| FW                 | 21 | 마르코 우레냐        |     | 65′ |
| MF                 | 11 | 미차엘 바란테스      |     | 78′ |
| 감독:              |    |                      |     |     |
| 호르헤 루이스 핀토 |    |                      |     |     |

| GK          | 13 | 벤 포스터            |     |     |
| RB          | 16 | 필 존스              |     |     |
| CB          | 5  | 게리 케이힐          |     |     |
| CB          | 12 | 크리스 스몰링        |     |     |
| LB          | 23 | 루크 쇼              |     |     |
| CM          | 8  | 프랭크 램퍼드 (주장) |     |     |
| CM          | 7  | 잭 윌셔              |     | 73′ |
| RW          | 17 | 제임스 밀너          |     | 76′ |
| AM          | 21 | 로스 바클리          | 53′ |     |
| LW          | 20 | 애덤 럴라나          | 57′ | 62′ |
| CF          | 9  | 대니얼 스터리지      |     |     |
| 교체 선수:  |    |                      |     |     |
| MF          | 19 | 라힘 스털링          |     | 62′ |
| MF          | 4  | 스티븐 제라드        |     | 73′ |
| FW          | 10 | 웨인 루니            |     | 76′ |
| 감독:       |    |                      |     |     |
| 로이 호지슨 |    |                      |     |     |

| 최우수 선수: 케일러 나바스 (코스타리카) 부심: 레두안 아시크 (모로코) 압델하크 에치알리 (알제리) 대기심: 알리레자 파가니 (이란) 후보 대기심: 하산 캄라니파르 (이란) |

## 같이 보기
- 이탈리아의 FIFA 월드컵 성적
- 우루과이의 FIFA 월드컵 성적